# Saint-Ambroise
Pour les articles homonymes, voir Saint-Ambroise (homonymie) et Saint Ambroise.
Saint-Ambroise est une municipalité du Québec située dans la MRC Le Fjord-du-Saguenay au Saguenay-Lac-Saint-Jean.

## Toponymie
Son nom fait référence à Ambroise de Milan. Mais les motifs de cette désignation appartiennent à l'histoire locale. La Commission de toponymie du Québec explique : « La dénomination Saint-Ambroise a d'abord servi à identifier la paroisse fondée en 1883 et érigée canoniquement en 1931. Monseigneur Dominique Racine, en mettant sous la protection de ce saint la chapelle construite en 1885, désirait, d'une part, rappeler sa paroisse natale, Saint-Ambroise-de-la-Jeune-Lorette et, d'autre part, rendre hommage à l'abbé Ambroise-Martial Fafard (1840-1899). Celui-ci, curé de Baie-Saint-Paul de 1889 à 1899, assumait, à ce moment-là, les responsabilités de curé de la cathédrale de Chicoutimi (1880-1889) et de supérieur du Séminaire de l'endroit (1880-1881). »

## Histoire
En 1895, on construisit la première église en bois permettant ainsi d'avoir un lieu consacré afin de procéder aux offices divins lors de la venue du prêtre missionnaire. Cette première église brûlera en 1921. C'est en 1903 que la mission de Saint-Ambroise accueillera son premier prêtre résident en la personne du curé Abel Simard. Ne voulant pas négliger l'instruction de leurs enfants, les premiers habitants se dotèrent d'une petite école en 1902. Le 20 octobre de la même année, la municipalité de la paroisse de Saint-Ambroise est érigée donnant ainsi à ce territoire, son premier conseil municipal et M. Louison Tremblay en sera le premier magistrat.
Peu à peu, on se dote de différents services et de petites entreprises améliorant ainsi la qualité de vie. Notons au passage, l'établissement d'une première forge, d'un magasin général, du téléphone en 1916 à "La Dalle", l'aqueduc en 1917, de l'électricité en 1921 et d'une nouvelle église en 1924. Le premier système d'égout est installé en 1932. Comme dans beaucoup d'autres villages, on assiste à la séparation de la paroisse et du village. En effet, en 1917, on voit la naissance de la municipalité du village de Saint-Ambroise. Monsieur Ludger Savard y siègera comme premier maire. C'est en 1931 que Mgr Lamarche procèdera à l'érection canonique de la paroisse de Saint-Ambroise. Au cours des années suivantes, plusieurs groupements, organismes et institutions verront le jour dans différents secteurs de l'activité humaine.
Le 7 septembre 1947, les sœurs du Bon-Pasteur arrivèrent et prendront possession de leur couvent l'année suivante. Les frères de la charité viendront les seconder en 1952 et résideront au collège en 1954. Cette même année, les petits producteurs de pommes de terre forment un syndicat.
Révolution tranquille
Les années soixante et soixante-dix marqueront le début des changements importants pour Saint-Ambroise. Tout d'abord, la culture de la pomme de terre deviendra une production importante. Le secteur du rang des Chutes en particulier, sera voué à cette production quant à ceux industriel et commercial, leur développement voit le jour.
Saint-Ambroise se positionnera aussi comme un centre de services en offrant une meilleure qualité de vie à ses citoyennes et citoyens tout en se dotant d'infrastructures modernes et en développant son secteur des loisirs. En voici quelques exemples : construction des HLM en 1971, de l'Hôtel de Ville en 1975 et de l'aréna Marcel-Claveau en 1979. C'est en 1971 que la fusion des deux conseils municipaux se réalisera.
Depuis ce temps, le dynamisme des gens qui caractérise notre population continue de prouver que Saint-Ambroise est une municipalité où il fait bon vivre. Les entrepreneurs, les gens d'affaires, les travailleurs, les bénévoles et toute personne qui par son sentiment d'appartenance, son souci d'un mieux-être collectif, sa façon d'être et son implication, projettent cette image d'un endroit merveilleux. Remercions nos bâtisseurs qui nous ont laissé un bel héritage et merci aux gens qui continuent à croire que leur village est tourné "Vers l'Avenir" avec un regard optimiste et que sa situation "Entre la ville et la campagne" viendra favoriser son développement.

## Géographie
À quelque 20 km de Saguenay et d'Alma, elle est traversée par la route 172. Sa vocation est surtout agricole.
La rivière des Aulnaies traverse la municipalité du nord au sud jusqu'à sa confluence avec la rivière Saguenay.
La rivière à l'Ours coule du nord-est vers le sud-ouest jusqu'à sa confluence avec la rivière des Aulnaies.
La rivière Shipshaw délimite le nord-est de la municipalité en coulant vers le sud-est.

## Démographie
Saint-Ambroise connaît une hausse de sa population depuis plusieurs années, dû à sa proximité avec les villes de Saguenay et Alma. Sa population y est même plus élevée en été grâce au camping « Domaine De La Florida », où il y a également des gens qui y restent 12 mois.
| 1996  | 2001  | 2006  | 2011  | 2016  | 2021  |
| ----- | ----- | ----- | ----- | ----- | ----- |
| 3 605 | 3 463 | 3 484 | 3 546 | 3 781 | 3 883 |

## Administration
Les élections municipales se font en bloc et suivant un découpage de six districts.
| Saint-Ambroise Maires depuis 2002                                                                                    |                |         |          |
| Élection | Maire          | Qualité | Résultat |
| 2002 | Marcel Claveau |         | Voir     |
| 2005 | Marcel Claveau | Voir    |          |
| 2009 | Marcel Claveau | Voir    |          |
| 2013 | Dino Lapointe  |         | Voir     |
| 2017 | Monique Gagnon |         | Voir     |
| 2019 | Deny Tremblay  |         | Voir     |
| 2021 | Lucien Gravel  |         | Voir     |
| Élection partielle en italique Depuis 2005, les élections sont simultanées dans toutes les municipalités québécoises |                |         |          |

## Services
- Complexe Socio-culturel: location de salle et présentation d'exposition.
- Bibliothèque municipale avec Centre d'accès communautaire internet gratuit.
- Aréna Marcel Claveau (glace artificielle, restaurant)
- Parc industriel situé à l'entrée de la municipalité, sur la route d'accès 172.
- 128 entreprises et commerces
- Pavillon de la culture au Parc environnemental de la rue Gaudreault
- Lac de pêche ensemencé au cœur du village
- Piste cyclable

## Sentier pédestre de la chute Gagnon
Explorer l'arrière-pays de la municipalité de Saint-Ambroise par la randonnée pédestre pour y découvrir la majestueuse chute Gagnon. Sentier balisé avec passerelles accessible gratuitement. Niveau :facile de 1.7 km linéaire. Belvédère d'observation, table de pique-nique.

## Festival de la chanson de St-Ambroise
Le Festival de la chanson de Saint-Ambroise est un organisme sans but lucratif qui présente un concours international de chansons francophones. Ce dernier s’adresse aux interprètes (7 à 12 ans, 13 à 17 ans et 18 ans et plus) et aux auteurs-compositeurs-interprètes (15 ans et plus).
Son objectif principal est de servir de tremplin à la relève en lui donnant l’occasion de vivre une expérience de scène très formatrice.
Le festival favorise également les contacts avec des intervenants du milieu artistique et offre la chance aux participants de suivre une formation artistique par le biais d’ateliers animés par des professionnels.